# لوشليان مونرو
لوشليان مونرو هو ممثل كندي، ولد في 12 فبراير 1966 في كندا.

## أعمال

### أفلام
- (1992) غير مغفور[4][5]
- (2000) سكيري موفي[6]
- (2001) التمويه[7]
- (2002) قلب أمريكا
- (2003) فريدي ضد جايسون[8]
- (2011)  عالمين
- (2011) ريكويل
- (2012) الرفقة الدائمة[9]
- (2013) الطرد
- (2014)  عقوبة الإعدام
- (2015)  تأمين
- (2015) أرض الغد[10]
- (2017)  بطل البيت الأبيض[11]
- (2018) المفترس

### مسلسلات
- إن سي آي إس
- جاغ
- التحقيق في موقع الجريمة
- ميامي
- نيويورك
- كاسل
- هاواي فايف أو
- ويدز

## وصلات خارجية
- لوشليان مونرو على موقع IMDb (الإنجليزية)
- لوشليان مونرو على موقع ألو سيني (الفرنسية)
- لوشليان مونرو على موقع أول موفي (الإنجليزية)
- لوشليان مونرو على موقع قاعدة بيانات الأفلام السويدية (السويدية)
- لوشليان مونرو على موقع إن إن دي بي (الإنجليزية)
- لوشليان مونرو على موقع قاعدة بيانات الفيلم (الإنجليزية)
- لوشليان مونرو على موقع كينوبويسك (الروسية)